# Ingela Sjögren
Bertha Ingela Sjögren, född Envall 9 december 1938 i Indien, död 6 april 1988 i Vänge församling, Uppsala, var en svensk lungläkare.

## Biografi
Ingela Sjögren tillbringade sin barndom i Sydindien, där föräldrarna verkade i Svenska kyrkans mission. Hon studerade medicin i Göteborg och blev medicine licentiat 1967. Året därpå började hon på Akademiska sjukhusets lungklinik i Uppsala. Under sitt avhandlingsarbete uppenbarade sig de första tecknen på den sjukdom som till slut ändade hennes liv. Efter en operation kunde hon återgå till arbetet och hon disputerade  i Uppsala 1975 för medicine doktorsgrad, som en av de sista och blev samma år docent i lungmedicin vid Uppsala universitet. Hon tjänstgjorde därefter på lungkliniken vid Karolinska sjukhuset i Solna men återvände till Akademiska sjukhuset 1984 som klinisk lärare, där hon förblev till sin död.
Hennes främsta vetenskapliga insats var inom tuberkulosens epidemiologi. Hon etablerade goda vetenskapliga kontakter med British Medical Research Council och främst med Internationella tuberkulosunionen. Hon blev där ordförande i en av dess vetenskapliga kommittéer och utnyttjades internationellt som gästföreläsare. Efter hennes död anordnades 1990 i Boston, USA ett internationellt seminarium till hennes minne.
I Sverige var Ingela Sjögren vetenskaplig rådgivare för Centrala tuberkulosregistret vid Hjärt-lungfonden, sakkunnig vid försäkringsrätterna och ledamot av socialstyrelsens vetenskapliga råd. Hennes ledaregenskaper ledde henne till ordförandeposten i Svensk lungmedicinsk förening under åren 1979 - 1987, en mycket aktiv period i föreningen.